# Ovídio Martins
Ovídio de Sousa Martins (* 17. September 1928 in Mindelo, São Vicente, Kap Verde; † 29. April 1999 in Lissabon) war ein kap-verdischer politischer Aktivist, Journalist und Poet.
Martins besuchte die Sekundarschule auf seiner Heimatinsel, studierte Jura in Lissabon, schloss das Studium aus gesundheitlichen Gründen aber nicht ab. Er entwickelte sich dort zum Marxisten und war mit Amílcar Cabral und anderen Vorkämpfern der Unabhängigkeit der portugiesischen Kolonien befreundet. Er wurde Mitglied des Partido Africano da Independência da Guiné e Cabo Verde (PAIGC). Weil die portugiesische Geheimpolizei PIDE ihn verhaftete, ging er ins Exil in die Niederlande.
1958 hatte er die erste Literaturzeitschrift der Kapverdischen Inseln begründet, die sofort verboten wurde. In den 1960er Jahren begann er Gedichte zu veröffentlichen. Seine Lyrik ist sowohl romantisch als auch durch antikoloniale Militanz gekennzeichnet; einzelne Arbeiten erschienen im Ausland, vor allem in Angola und Brasilien.
Nach der Nelkenrevolution 1974 kehrte Martins auf die Kapverden zurück. Er arbeitete dort für Kultureinrichtungen, Zeitschriften und den Rundfunk. Krankheitsbedingt reiste er 1998 nach Lissabon, wo er 1999 starb.

## Bücher
- Caminhada, 1962
- Tchutchinha, 1962
- 100 Poemas – Gritarei, berrarei, matarei – Não vou para a passárgada, 1973 – Gedichte in Portugiesisch und im Kapverdischen Kreol (Crioulo) der Insel São Vicente

## Werke
- In Crioulo:
  - Liberdade, Nôs morte, Hora nô ta bá junte, Cantá nha pove, Cretcheu, Um spada na mon, Comparaçon, Consciénça, Um r’bêra pa mar, Dstine, Mar de canal, Pescador, Cantáme
- In Portugiesischer Sprache:
  - Mindelo, Terra dos meus amores, Caboverdianamente, Minha dor, Seca, Flagelados do vento-leste, Para além do Desespero